# Ritratto di ignoto in un paesaggio
Il Ritratto di ignoto in un paesaggio è un dipinto a olio su tavola (38x27 cm) di Hans Memling, databile al 1480-1490 circa e conservato nella Galleria degli Uffizi a Firenze.

## Storia
L'opera venne acquistata dall'abate Luigi Celotti con l'attribuzione ad Antonello da Messina. Inventariato per la prima volta agli Uffizi nel 1863, venne registrato come anonimo fiammingo.
Oggi dei quattro ritratti di Memling in galleria (Ritratto di Benedetto Portinari, Ritratto di Folco Portinari e Uomo con la lettera) è ritenuto il più antico, ma anche quello peggio conservato, per via di una crepa verticale.

## Descrizione e stile
Il giovane uomo è ritratto di tre quarti, girato a sinistra, a mezzobusto, con una mano poggiata su un parapetto che coincide con il bordo inferiore della cornice, uno stratagemma spesso adottato sia per sfondare lo spazio pittorico verso lo spettatore sia per giustificare il taglio a metà della figura. L'aspetto del personaggio fa pensare a un membro della ricca comunità fiorentina locale, a giudicare dai tratti fisiognomici mediterranei. L'abbigliamento testimonia l'alto status sociale dell'effigiato: indossa un mantello con collo e bordi delle maniche in pelliccia maculata, di ghepardo, e alla mano, delicatamente dipinta con grande minuzia, ha infilati due anelli d'oro con pietre.
Lo sfondo paesistico, novità introdotta dallo stesso Memling, mostra un avvallamento che si apre su una radura con una foresta all'orizzonte, con due alberelli fronzuti ai lati che incorniciano la testa.